# Rwerere
Rwerere est une ville du Rwanda, située dans l'ancienne préfecture de Gisenyi, aujourd'hui dans la Province de l'Ouest.

## Personnalités
- Simon Bikindi, musicien, né à Rwerere en 1954